# Dictyolimon macrorrhabdos
Dictyolimon macrorrhabdos är en triftväxtart som först beskrevs av Pierre Edmond Boissier, och fick sitt nu gällande namn av Karl Heinz Rechinger. Dictyolimon macrorrhabdos ingår i släktet Dictyolimon och familjen triftväxter. Inga underarter finns listade i Catalogue of Life.

## Bildgalleri

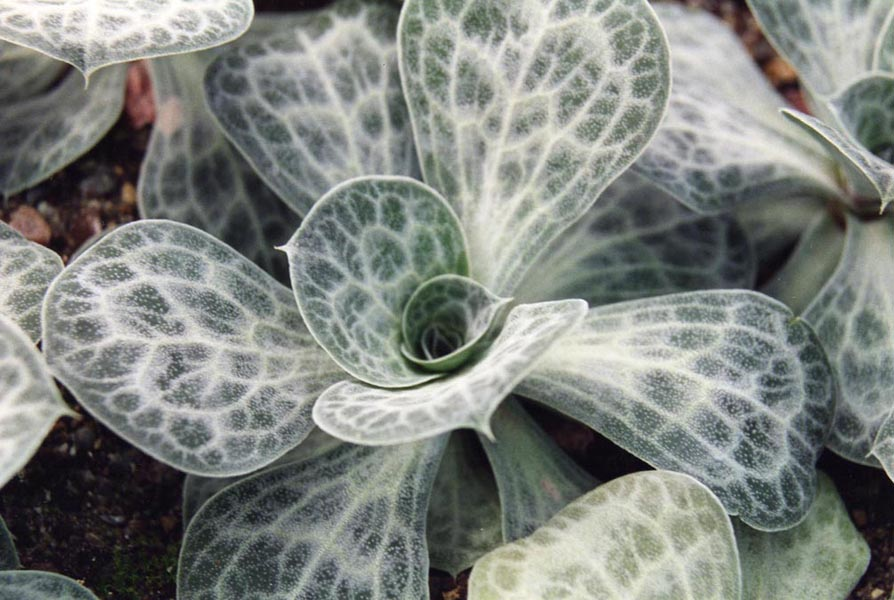
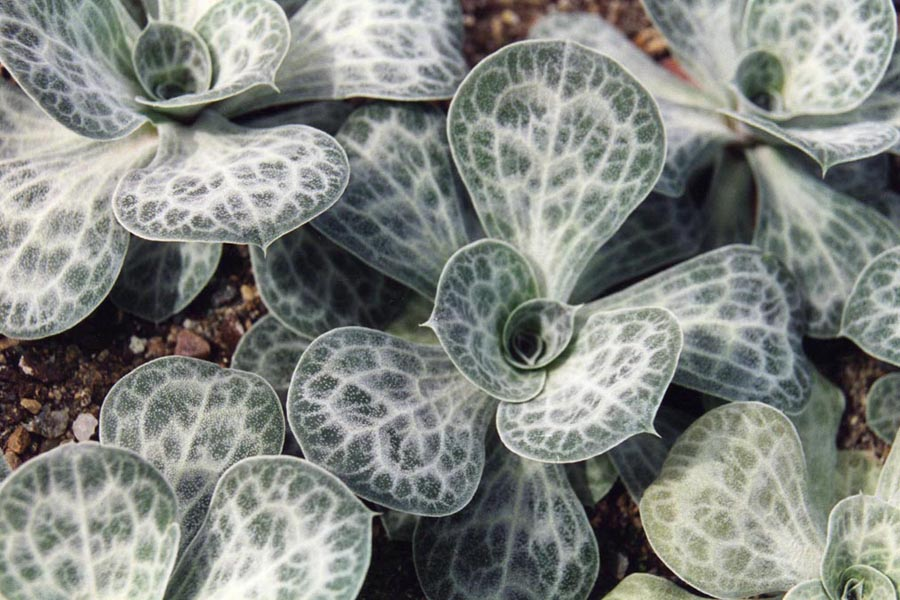